# Kitsch (grup de rock)
Kitsch és un grup de rock fundat el 1985 a Banyoles (Pla de l'Estany) per Lluís Costabella i Joan Pairó, que en la seva trajectòria ha fet uns 200 concerts.

## Història
Van iniciar la seva discografia amb dues maquetes: Les mosques (1987) i Capsa de trons (1988). Van publicar el primer disc oficial, Kitsch, l'any 1990. Van seguir Kitsch II, Kitsch III (Directe), Kitsch 4, Kitsch 5, 1r curset d'iniciació al fracàs, Kitsch 7 i Kitsch 8.
El 1991 l'associació cultural BLOC, com ja havia fet anteriorment amb Sopa de Cabra, Els Pets, Sau i Sangtraït, va apostar per Kitsch i grups com Tancat per defunció i Bars, i el 6 de juliol d'aquell any van organitzar un concert amb Sopa de Cabra a la Plaça Milcentenari de Manresa, que va aplegar més de 4.000 persones.
El 2005 celebraren els 20 anys de carrera amb l'edició de dos DVD en directe i un concert d'homenatge a Camós per part de vint grups del Pla de l'Estany.
El 2006 editen el CD+DVD Electrokàustic, una gravació dels seus concerts del mateix nom al Teatre Municipal de Banyoles, en els quals col·laboren amics de Kitsch com Mon a la Cova (cantant de Casual), Agustí Busom (Abús) i Jaume García (membre de Fang). El disc inclou set temes inèdits, entre ells dues musicacions de poemes d'Alejandra Pizarnik.
El 2007 hi ha canvis a la formació. Un any abans havien marxat de la banda el bateria Àngel Abad i el guitarrista Lluís Costa i aquest any s'hi incorporen David Zamora (guitarra) i Jordi Farreras (bateria) conformant el que és la formació actual de Kitsch.
Un any després, el 2008 apareix el que havia de ser l'últim disc de la banda, i que inicialment s'havia d'anomenar Kitsch Adéu. Finalment, però el disc s'anomenaria Kitsch 10, editat per Laura R. Perkins, disc que aniria acompanyat d'una gira força prolífica per la trajectòria de la banda (11 concerts en un sol any) en la que destaca un dels millors concerts dels últims anys segons molts dels fans del grup, el que van fer el 8 de novembre a la sala barcelonina "Be Cool" i en el que estarien acompanyats per la banda també barcelonina Casual. L'àlbum també comptaria amb diversos videoclips, el primer d'ells el que realitzaria Marc Martí i el seu equip de la cançó "Dominis".
El 2009 vindria marcat per la publicació d'un DVD recull de gairebé totes les aparicions de Kitsch a la televisió, videoclips, entrevistes, concerts i reportatges titulat "Kitsch TV" i de la continuació dels concerts de la gira del Kitsch 10. També col·laboren amb el fanzine Malalletra, posant música al poema de Joan Brossa "La Mosca". Ben aviat, però, el grup inicia un nou projecte anomenat Vígilia que inclou una nou senzill inèdit titulat també "Vígilia", el videoclip de la mateixa cançó, realitzat per Octavi Espuga i el seu equip i un concert força curiòs el 28 de març de 2009 al replà d'una escala dels pisos de protecció oficial de Cal General a Banyoles, concert que serveix de presentació pel projecte.
El mateix any apareix també el segon videoclip de l'àlbum Kitsch 10. En aquesta ocasió el tema seleccionat és "Imitació". Realitzat de nou per Octavi Espuga, compta amb imatges en directe del concert realitzat el 21 de febrer de 2009 a la sala "Els Genis" de Badalona.
Tot i que el 2010 és a priori un any de relativa calma creativa i de pocs directes (un sol concert a les fires de Girona), la banda estrena un nou clip, tercer del Kitsch 10 que Porta per nom "Testament", cançó que tancava l'àlbum i realitzat en aquesta ocasió per l'equip de Jordi Canyigueral. També renoven la seva web, i estrenen pàgina web desenvolupada per Guillem Lluch i l'equip d'Estudi Digital.
El 2011 publiquen un nou senzill "Mala idea" que conté dues noves cançons inèdites, "Mala idea" i "Col·lapse", aquesta darrera com a homenatge a la banda ja desapareguda Casual serveixen al grup de Banyoles per continuar la seva llarga carrera musical. Per presentar aquest nou senzill, realitzen tres concerts: El 16 d'abril durant el Record Store Day a Girona, el 30 d'abril a la sala Stroika de Manresa i el 18 de juny a la sala Torín, d'Olot.

## Discografia
| Àlbums d'estudi - Les mosques (1987) (maqueta) - Capsa de trons (1988) (maqueta) - Kitsch (1990) - Kitsch II (1991) - Kitsch III (Directe) (1992) (concert del 21 de febrer del 1992) - Kitsch 4 (1995) - Kitsch 5 (1996) - 1r curset d'iniciació al fracàs (1998) - Kitsch 7 (2002) - Kitsch 8 (2005) - Electrokàustic (2006) (Directe) (CD+DVD) - Kitsch 10 (2008) Àlbums en directe - Kitsch a La Nau (2004) (concert del 10 de juliol del 1992) - Kitsch a Manlleu (2004) (concert del 18 de juny del 1994) | Senzills - Oració (1989) - Oració II (1990) - Presó Mental (1991) - Dia Boig (1991) - Vies d'Extinció (1991) - Déu i el gos (1991) - Art de trair (1991) - Dia boig, Vies d'extinció, Déu i el gos i Art de trair (1992) - Confessió (1992) - Dona boja (1993) - Vigilia (2009) - Mala idea (2011) DVDs - Kitsch en directe 1992 (2005) - Kitsch en concert 2004 (2005) - Kitsch TV (2009) |